# Ошакты (Сайрамский район)
Ошакты (каз. Ошақты) — село в Сайрамском районе Туркестанской области Казахстана. Входит в состав Кайнарбулакского сельского округа. Код КАТО — 515249700.

## Население
В 1999 году население села составляло 433 человека (211 мужчин и 222 женщины). По данным переписи 2009 года, в селе проживал 531 человек (287 мужчин и 244 женщины).